# WFVポカール
WFVポカール（WFV-Pokal）とは、ドイツのヴュルテンベルク地方で行われるカップ戦。
同地域内の3部から6部リーグに在籍しているクラブが出場資格を得る。（7部レベルに相当するカップ戦優勝クラブも参加。）WFVポカールの優勝クラブは、ドイツ最大のカップ戦であるDFBポカールの1回戦に参加することができる。

## 優勝回数
- SSVウルム1846 - 7回
- VfRアーレン - 6回
- VfBシュトゥットガルト（アマチュア） - 4回